# Hieracium alfitodes
Hieracium alfitodes là một loài thực vật có hoa trong họ Cúc. Loài này được Omang mô tả khoa học đầu tiên.